# Charles Beer

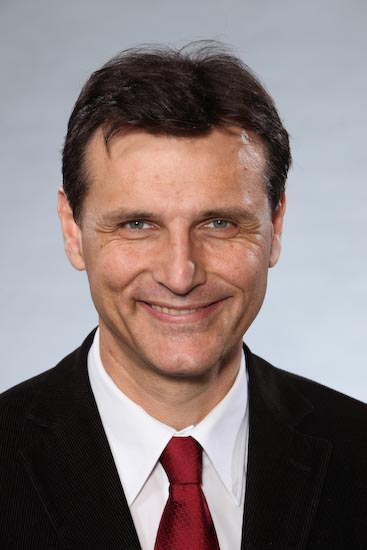
Charles Beer

Charles Beer (* 13. November 1961 in Genf, heimatberechtigt in Genf) ist ein Schweizer Politiker (SP).
Beer begann seine politische Laufbahn 1987 als Gemeinderat von Vernier. Im Jahr 1997 wurde er in den Grossen Rat des Kantons Genf gewählt. Von 2003 bis 2013 war er, als Nachfolger von Micheline Calmy-Rey, im Staatsrat, wo er der Erziehungsdirektion vorstand. Seit Anfang 2014 ist er Präsident von Pro Helvetia.
Beer ist Vater von zwei Kindern.